# للحقيقة، للشعب، لأوكرانيا!
حزب الشعب (بالأوكرانية: За правду, за народ, за Україну!), حزب سياسي أوكراني تكتل «من أجل الحقيقة ، من أجل الشعب ، لأوكرانيا!» أنشأه حزبان سياسيان يساريان - الحزب الاشتراكي الأوكراني (СПУ) وحزب الفلاحين الأوكراني (СелПУ). سجلت لجنة الانتخابات المركزية الكتلة رسميا في 1 نوفمبر 1997.